# IC 2168
IC 2168 — галактика типу *2 (подвійна зірка) у сузір'ї Візничий.
Цей об'єкт міститься в оригінальній редакції індексного каталогу.